# マッスル・アウトローズ
マッスル・アウトローズは、日本のプロレス団体DRAGON GATEにかつて属していたヒールユニットの名称。

## 歴史
ヒールで活動していたBlood Generationに、怪我で欠場中のマグニチュード岸和田が自身の代役として2006年4月にGammaを投入する。しかし、Gammaのことが気に入らないCIMAは、Gammaの横暴な態度に反発する。
これにより、CIMA、ドン・フジイ、鷹木信悟を除く全員がクーデターを起こし、Blood Generationが真っ二つに割れる。2006年4月23日にCIMA＆ドン・フジイ VS 土井成樹＆GammaのBlood Generationの名前を賭けたブラッド・コントラ・ブラッドが行われる。試合は土井のバカタレ・スライディングキックがドン・フジイに炸裂し、CIMAたちが敗北。
Blood Generationの名前は土井達のものになったのだが、土井自身がBlood Generationを拒否し、マッスル・アウトローズが誕生する。さらに、このクーデター事件を裏で操作していたのが、欠場中のはずのマグニチュード岸和田だった。
5月には、当時、ドラゴン・ゲート唯一のレフェリーであった玉岡金太が加入。
9月にアメリカのPWGが主催するトーナメント大会、バトル・オブ・ロサンゼルスに出場したCIMAの第2回戦目の相手だったケビン・スティーンが裏でGammaと繋がっていたことが判明し、マッスル・アウトローズに加入。
同じく9月にオープン・ザ・ドリームゲートの挑戦権を獲得したスペル・シーサーの師匠のキング・シーサーがドリームゲート戦の試合前にマッスル・アウトローズに促され、マスクを脱ぎ捨て、自身の正体がペンタゴン・ブラックだったことを明かし、そのままマッスル・アウトローズに加入。
竹刀、警棒、イス、パウダーなどの凶器攻撃や、玉岡レフェリーを使ったインチキ裁定などを繰り返すなどのドラゴン・ゲート史上最悪のヒールユニットとなった。
2007年1月にはサイバー・コングとサイバー・ギャング（マッスル・ギャングに改名）のアルティメット・サイバーズが加入。
2月には斎藤了と仲間割れした堀口元気が加入。
3月にはDr.マッスルに扮装したジャック・エバンスが加入。
ユニットの勢力は拡大する一方だが、4月にサイバー・コングがNEW HAZARD結成のため離脱。5月にはNEW HAZARDの助っ人になぜかジャック・エバンスが現れ、自動的にマッスル・アウトローズから離脱。
2007年5月12日にマッスル・アウトローズの自主興行『マッスルライブVol.1』を行い、大成功を収める。土井は年内にVol.2を行うことを宣言した。
2007年7月頃、ユニット内で分裂騒動が起こる。事の発端は7月22日の神戸大会で行われたオープン・ザ・トライアングルゲート王座決定戦（岸和田＆土井＆吉野VS鷹木＆サイバー＆ジャック）の試合中、土井がジャックを捕まえGammaがプロテインをジャックに準備。しかしジャックはこれをかわすと、Gammaはプロテインをそのまま迷わず土井に発射させた。試合は吉野がジャックからフォールを奪い、マッスルが新王者になったが、試合後土井吉は激怒。
1ヵ月後の8月10日後楽園大会で2組が激突。試合は正攻法でGamma＆堀口組を攻める土井吉に対し、Gamma＆堀口組は汚バナナ攻撃等のいつもの反則攻撃で攻める。更に試合中にはレフェリーの玉岡金太がGamma＆堀口組の味方につき、高速カウントや土井が必殺技のバカタレ・スライディングキックに行くところをラリアットで阻止する等、やりたい放題。最後は堀口が一瞬のすきをつき吉野にブルーミストからバックスライド・フロムヘルで勝利した。試合後吉野は怒り心頭に発するが、Gammaは「これがドラゴンゲートのエースと土井吉の差だ。タッグリーグはこの3人1組で優勝してやるからな！」と優勝宣言。この時点ではGamma＆堀口＆玉岡VS土井吉の争いになったかに見えた。
ところが翌日の8月11日の名古屋大会で事件勃発。この日はタッグリーグ戦とは別に1ヶ月前の神戸ワールドでは不透明決着となったGamma＆玉岡VSキッド＆アンソニー戦がカベジェラ・コントラ・マスカラ戦として再戦。15分以内に決着が着かなければ4人全員が髪の毛、マスクを剥ぐ変則ルールの試合。試合は終始Gamma組が有利となるが、Gammaが必殺のプリッツェンにいくところをアンソニーがエレガント・マジックに切り返す、横に玉岡が居たためカットに入ると思いきや、なんと玉岡はただ立っているだけでカットには入らず、結局カウント3が入った。この玉岡の行動にGammaはもちろん、メンバーも驚きを隠せなかった。だが玉岡曰く『最初から自分の髪の毛を守ることしか考えてへんかったんや。たとえどんな手使って使っても俺は髪の毛を守る言うたはずや、Gamma、お前の髪の毛が犠牲になっても俺には関係ないことや。』と打ち明ける。納得のいかないGammaはそのまま退場しようとするが、岡村社長、タイフーンの横須賀、斎藤に取り押さえられ、そしてアンソニーに髪の毛を剃られてしまった。髪の毛を剃られたGammaは『玉岡、お前だけは許さないからな！』と前日とは一転して、完全に亀裂が走った。岸和田は中立を続けているが、これでマッスル・アウトローズは完全に分裂となった。
タッグリーグその後、土井吉の2人はGamma組に敗れて以降は順調に勝利を挙げて、見事優勝を果たした。一方Gamma＆堀口組は土井吉以外にはすべて全敗と言う結果に。しかも8月13日のサイト神戸以降はすべて玉岡のプロテイン誤爆がきっかけで敗北すると言うパターンが何度も続いた。そして8月26日のZepp Sapporo大会ではシーサーズとの最下位決定戦が行われたが、シーサーズにも敗れ、優勝した土井吉とは対照的にGamma＆堀口組は最下位に。しかもこの試合では玉岡がGammaにどう見てもわざとに見えるプロテイン攻撃を浴びせた。試合後当然Gammaは激怒するが、玉岡はGammaにスタイルズ・クラッシュで黙らせる。そして9月22日の大田区大会でGammaと玉岡のシングルマッチが決定。しかも負けたほうはマッスル・アウトローズを追放となる。当日の試合ではGammaが玉岡を圧倒するが、試合終盤にGamma寄りだった他のマッスルのメンバーがGammaを裏切り、そのまま玉岡が勝利。敗北し、マッスルからも追放されたGammaはDRAGON GATEを離脱した。
9月29日のNOAHの大阪府立大会で土井と堀口がGHCJr.タッグ王座に挑戦するが敗北した。
10月21日、京都大会にてGammaが突如復帰。同時に玉岡金太を追放し、神田裕之が新メンバーに招き入れられた。
KING　OF　GATEにGamma、土井、吉野、神田の四人が出場。Gammaが反則・凶器・乱入のオンパレードで順調に勝ち進み、決勝でCIMAを急所攻撃で戦闘不能に追い込み、優勝を勝ち取った。
2008年4月18日の後楽園大会でYAMATOが谷嵜なおきを裏切り、攻撃し電撃加入。しかし、２人のDr.マッスルが谷嵜を救出し、追放される。
5月5日の名古屋大会で土井と吉野がマッスル・アウトローズを離脱。同時に新ユニットを結成するとの発表もあった。
5月14日の後楽園ホール大会のメインイベントとして組まれていた鷹木信悟、B×Bハルク、サイバーコング vs Gamma、堀口元気、YAMATOのオープン・ザ・トライアングルゲート戦の試合前に突然鷹木とサイバーがハルクを裏切り、マッスル・アウトローズと結託。
これに伴い、ユニット名をREAL HAZARDに改め、マッスル・アウトローズは自動的に消滅。

## メンバー
- Gamma（リーダー）（結成 - 2007年9月、2007年10月 - 解散）
- マグニチュード岸和田（結成 - 解散）
- 土井成樹（結成 - 2008年5月）
- 吉野正人（結成 - 2008年5月）
- 谷嵜なおき（結成 - 2006年6月）
- 玉岡金太（2006年5月 - 2007年10月）
- Dr.マッスル（2006年7月 - 解散）
- サイバー・コング（2007年1月 - 2007年4月）
- 堀口元気（2007年2月 - 解散）
- 神田裕之（2007年10月 - 解散）
- YAMATO（2008年4月 - 解散）

## 外国人メンバー
- ジャック・エバンス（2007年3月 - 5月）
- マッスル・ギャング
- ケビン・スティーン
- ジミー・レイブ
- ブラック・サンダー
- エリック・キャノン
- ペンタゴン・ブラック

## サポートメンバー
- 鈴木健想
- 金丸義信
- ディック東郷
- ディアブロ
- 佐野直
- NOSAWA論外

## テーマソング
- IDIOT OUTLAW(ACMA)

玉岡金太やDr.マッスル個人の入場曲としても使われる。

## 補足
リーダーという役割の選手が存在しないユニットだが、基本的には土井やGammaが中心になってユニットが動いている。
ユニット内では、堀口は『ぐっさん』、土井は『土井ちゃん』、岸和田は『兄さん』と呼ばれている。そして玉岡レフェリーはGammaを『Gammaさん』と呼んでいた。
レフェリーがユニットに所属するというのはドラゴン·ゲート史上初。（厳密に言えばフロリダ・ブラザーズに八木レフェリーが加入したがジョンソン・フロリダとして加入したため、レフェリーとしての加入と考えると玉岡レフェリーが初ということになる。）
クーデターの原因はCIMAの下（子分）という扱いになっていたことを不満に思っていた土井成樹が他のメンバーに声を掛け、賛同した吉野正人やGammaたちが裏切った。
当時Blood Generationはジャック・エバンスやオースティン・エイリースと行動していたことにより、肉体派集団から国際派集団となったが、人脈や所属選手を見るとマッスル・アウトローズのほうが明らかに国際派集団になっていた。（このことは特に指摘されていなかった。）

## その他
- 野球チームが作れるくらいの人数のユニットにすることが目標らしい。
- 目立つ為なら、なんでもやるというのがユニットのコンセプトらしい。